# Alfons II. Portugalski
Alfons II. Debeli (Alphonsus; 23. travnja 1185. – 25. ožujka 1223.) bio je portugalski kralj. Bio je sin kralja Sanča I. i unuk Alfonsa I. Majka Alfonsa II. bila je Dulce Aragonska.
Kralj Alfons ušao je u sukob s Katoličkom Crkvom nakon pokušaja ograničavanja moći klera u svom kraljevstvu.
Alfons je bio oženjen Urakom, kastiljskom infantom. Par je dobio nekoliko djece, uključujući Sanča II.
Za Alfonsove vladavine nastavljena je rekonkvista protiv Maura.